# Manfred Eicher
Pour les articles homonymes, voir Eicher.
Manfred Eicher est un contrebassiste et producteur allemand né en 1943 à 
Lindau, Allemagne. Il est le fondateur du label ECM (Edition of Contemporary Music), l'un des plus importants labels de jazz, et a aussi étendu son activité à la musique classique et la musique contemporaine.

## Biographie
Manfred Eicher est né dans une famille de musiciens et baigne dès son enfance dans la musique classique. Il apprend tout d'abord le violon, puis décide de changer pour la contrebasse. Il découvre à l'adolescence Miles Davis, et notamment son contrebassiste, Paul Chambers. Il étudie la musique à l'académie de musique à Berlin, son mémoire d'étudiant a pour sujet Pérotin et les compositeurs contemporains. Il commence ensuite sa carrière en tant que contrebassiste. Il joue en particulier dans le trio de free jazz de Joe Viera, ainsi qu'au pupitre de contrebasse dans l'Orchestre philharmonique de Berlin, alors dirigé par Karajan,.
Manfred Eicher travaille tout d'abord pour le disquaire et label JAPO, JAzz by POst, ainsi que pour Deutsche Grammophon. Il fonde en 1969 à Munich le label ECM,  Edition of Contemporary Music. ECM est avant tout un label de jazz, et bien que la première production du label soit un disque de Mal Waldron, le label est essentiellement tourné vers l'avant-garde et les musiciens européens. Parmi les artistes importants d'ECM: Keith Jarrett, Jan Garbarek, John Surman, Chick Corea, Gary Burton, Jack DeJohnette, Dave Holland, Bobo Stenson, Ralph Towner, Terje Rypdal, Louis Sclavis, Tomasz Stańko... 
En 1984, Manfred Eicher lance une nouvelle division appelée ECM New Series, consacrée à la musique classique, contemporaine, et autres. Les premiers artistes produits sont Steve Reich, Arvo Pärt, John Adams, Meredith Monk, et le compositeur du Moyen Âge Pérotin. Le catalogue se développe au départ principalement dans deux directions: la musique ancienne et la musique contemporaine. Ces choix sont dictés par les goûts de Manfred Eicher, qui n'hésite pas à produire des œuvres de styles variés s'il y perçoit des qualités poétiques et lyriques. Il voue une véritable admiration au compositeur Arvo Pärt, qu'il est le premier à avoir fait connaitre au monde musical occidental avec la parution de Tabula rasa en 1984.
Le plus grand succès commercial de cette série est l'album Officium (1993), une collaboration entre le saxophoniste Jan Garbarek et le Hilliard Ensemble, sur des compositions de Cristóbal de Morales et Pérotin.
Depuis 1969, ECM a publié plus d'un millier d'albums.

## Récompenses
- 1986 honorary “German Record Critics Award” for his achievements
- 1998 Music Prize of the City of Munich.
- 1999 Commander of the Royal Order of the Polar Star du roi de Suède.
- 1999 V Class Order of the Cross of St. Mary’s Land from the President of Estonia
- 2000 Honorary Degree of Doctor of Letters by the University of Brighton in recognition of his outstanding contribution to the development of contemporary music.
- 2001 Commander of the Royal Order of Merit from the King of Norway.
- 2002 Grammy Award pour producteur classique de l'année, nommé dans la même catégorie en 2003 et 2004.